# Phyllis Richmond
Phyllis Allen Richmond (1921-1997) fue una bibliotecaria, documentalista e informatóloga estadounidense; también fue historiadora de la ciencia. Su aportación en el campo de la Información y Documentación se basa en sus teorías sobre clasificación.

## Biografía
Nació en Boston (Estados Unidos) pero su familia se traslada a Rochester, Nueva York. Estudió en la Case Western Reserve University (Cleveland, Ohio), donde comienza a interesarse por la historia y filosofía de la ciencia. Se licencia en 1943 y se doctora en esta disciplina en la Universidad de Pensilvania, en 1949, con una tesis que trataría la teoría del germen de la enfermedad. Este tema lo fue desarrollando durante toda su vida, aunque no de forma continua.
Richmond empieza su vida laboral trabajando como historiadora de la ciencia hasta 1952, cuando abandona el Instituto Johns Hopkins para estudiar Biblioteconomía en su antigua facultad CWRU. Allí coincide con Jesse Shera, pionero en técnicas documentales y automatización de bibliotecas; Phyllis trabajó con Shera (al que ella considera como su mentor). 
Se gradúa en 1956 y empieza a trabajar como bibliotecaria en la Universidad de Rochester, donde fue la responsable (y pionera entre los bibliotecarios) de la automatización del centro. Muchos creadores de software se acercaron a ella para pedir consulta y asesoramiento.
A partir de 1966, Phyllis Richmond comienza a ejercer como profesora de catalogación y clasificación en numerosas universidades hasta que, en 1970, acepta la plaza de profesora de la Facultad de Biblioteconomía de la Case Western Reserve University, justo en el año de la jubilación de Jesse Shera. Fue decana en 1979 y durante el trienio 1982-1984; este último año fue nombrada profesora emérita.
Muere por complicaciones derivadas del Alzheimer en 1997.

## Obra académica. Teorías sobre la Clasificación
Phyllis Richmond tuvo como áreas de interés la historia de la ciencia, la catalogación, la automatización de bibliotecas y, sobre todo, la clasificación.
Richmond, viendo como los sistemas tradicionales de clasificación como la Clasificación Decimal de Dewey resultaban deficitarios ante la aparición cada vez mayor de nuevos documentos con nuevas materias, abrazó sin disimulos las teorías de Henry Bliss y Ranganathan sobre las facetas y la clasificación colonada. Por ello, viendo que los bibliotecarios y documentalistas estadounidenses no tenían mucho interés en las facetas, organizó junto a Pauline Atherton Cochrane la Classification Research Study Group (CRSG), un grupo de investigación para estudiar la implementación del análisis por faceta en EE UU. Phyllis fue su presidenta. 
En un artículo en 1954, esbozó su Conjetura de las deficiencias en la CD de Dewey, donde este sistema (aplicado a otros sistemas como el utilizado por la Biblioteca del Congreso) resultaba demasiado rígido para adaptarse a los cambios que produce el conocimiento humano debido a un análisis estanco de la ciencia. Richmond diseñó esquemas poli-dimensionales para ilustrar el conocimiento humano basado en la concepción aristotélica del universo, como una serie de esferas conectadas por nodos y enlaces y con el tema central de fondo. Estos esquemas han sido empleados como base conceptual de tesauros digitales.
Para Richmond, la clasificación por facetas es la realización de la técnica y la ciencia de la clasificación, ya que estandariza el método científico inductivo y sintetiza los conocimientos conceptuales; es decir, el análisis por facetas es la piedra angular del enfoque moderno de la información y su automatización. Por ello, el programa PRECIS, diseñado por Derek Austin, le resultó muy atractivo porque permitía el acceso temático a la Biblioteca Británica. Richmond pasó dos años, de 1977 a 1978, en Inglaterra para aprenderlo.
Además de trabajar con PRECIS, Richmond tuvo un contacto amplio con otros programas informáticos de bibliotecas, a los que evaluó con test diseñados por ella misma, para desechar aquellos que no cubrían las necesidades básicas de las bibliotecas.
Por último, a pesar de que ya no trabajó de manera incisiva en la historia de la ciencia, si que elaboró numerosas facetas de clasificación en este campo, intentando organizar el conocimiento humano.

## Obras y premios
Phyllis Richmond publicó numerosos artículos en revistas científicas, además de pertenecer al consejo editorial de muchas. 
En 1972, la American Society of Information Science and Technology (ASIST), le concedió el Premio ASIST al Mérito Académico, siendo la primera mujer en recibirlo. En 1977, fue nombrada Fellow del Council of Research Libraries de Inglaterra.